# Josef Reither (Lyriker)
Josef Reither, auch Reiter, Reitter, Reuter, Reutter (* 8. Jänner 1750 in Weinberg; † 29. Mai 1809 in St. Florian), war ein österreichischer Ordenspriester (Augustiner-Chorherr) und christlicher Lyriker.

## Leben
Josef Reither trat als 17-Jähriger in das Stift Sankt Florian und damit in die Kongregation der österreichischen Augustiner-Chorherren ein. 1773 wurde er zum Priester geweiht. Anschließend war er Seelsorger in den in das Stift inkorporierten Pfarreien. Von 1775 an betreute er zudem als Kustos die Sammlungen des Stiftes.
Reither schrieb zahlreiche religiöse Lieder nach bekannten Melodien, ebenso patriotische, die als Einzeldrucke bei Linzer und Wiener Verlegern erschienen.